# Bous (Saar)
Bous is een gemeente in de Duitse deelstaat Saarland, gelegen in de Landkreis Saarlouis.
Bous telt 6.967 inwoners.

## Afbeeldingen

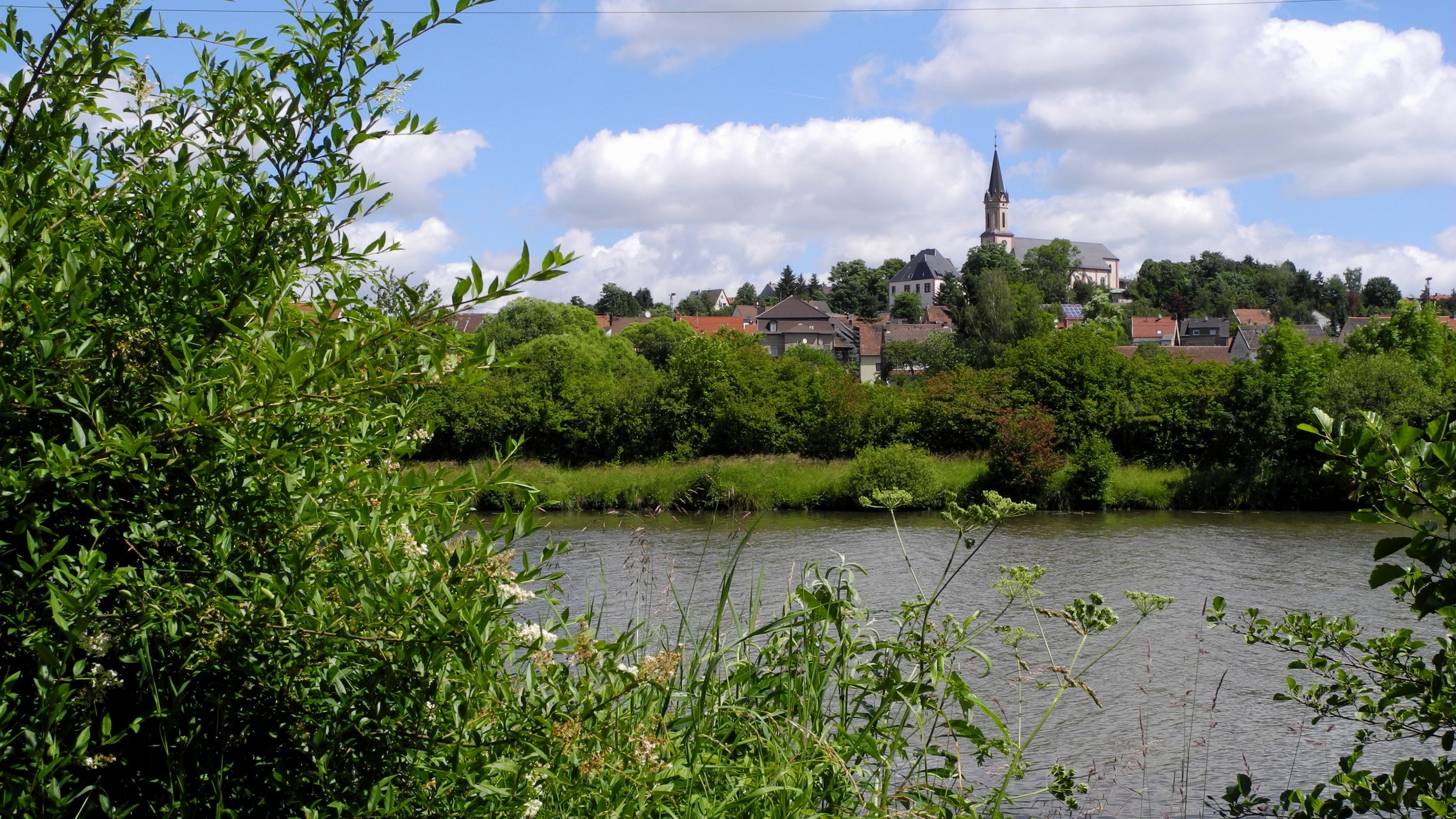
Gezicht op Bous
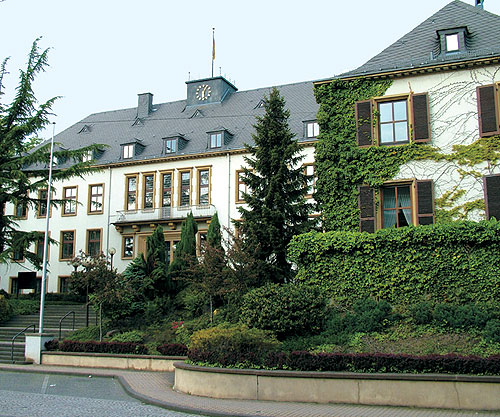
Gemeentehuis

Bous ·
Dillingen/Saar ·
Ensdorf ·
Lebach ·
Nalbach ·
Rehlingen-Siersburg ·
Saarlouis (stad) ·
Saarwellingen ·
Schmelz ·
Schwalbach ·
Überherrn ·
Wadgassen ·
Wallerfangen